# Nikolciovți, Gabrovo
Nikolciovți (în bulgară Николчовци) este un sat în comuna Gabrovo, regiunea Gabrovo,  Bulgaria. 

## Demografie
Componența etnică a satului Nikolciovți
     Bulgari (95,74%)
     Nicio identificare (4,25%)
     Altele (0%)
La recensământul din 2011, populația satului Nikolciovți era de 47 locuitori. Din punct de vedere etnic, majoritatea locuitorilor (95,74%) erau bulgari. Pentru 4,25% din locuitori nu este cunoscută apartenența etnică.